# Susanne Olovsson
Eva Susanne "Suss" Olovsson, född 9 november 1972 i Huddinge församling, är en svensk före detta rugbyspelare (prop/pelare) och före detta innebandymålvakt.
Olovsson spelade under runt tio års tid 35 A-landskamper i blågult och var på 2000-talet en av svenska rugbylandslagets mest rutinerade spelare. Hon spelade under flera säsonger i Stockholm Exiles RFC, samtidigt som hon en tid varvade rugbyn med innebandy i Hammarby IF och Balrog Botkyrka IK där hon blev svensk mästare 2003 och Europacupmästare 2003. Hon har även tävlat i handboll, fotboll och skytte. 
År 2002 tog hennes arbete som Domain Head på DHL Express henne till Malaysia och hon spelade en tid rugby i Kuala Lumpur i herrlaget Royal Selangor Club och blev utnämnd till "Man of the tournament" i en herrturnering i Malaysia. Hon hjälpte till att starta upp Malaysias första damlag i sporten som 2009 spelade Asien cup i sjumanna med Olovsson som lagledare.
Olovsson var i Stockholm 2009 med om att spela Sverige till världsmästerskapet i England 2010.